# Waolse Medammecour
De Waolse Medammecour is een Limburgse carnavalsrevue. De show bestaat uit een combinatie van  moderne en traditionele liedjes, dans en "buutereedners", verbonden met cabareteske sketches door diverse bekende Limburgse artiesten. Het is een provinciale variant van een zitting die alle carnavalsverenigingen in de aanloop naar carnaval in hun eigen dorp of stad organiseren, vaak met lokale artiesten.

## Edities
De eerste edities werden in 2000 en 2001 enkel opgevoerd in de Maastrichtse schouwburg Bonbonnière. Na een jaar afwezigheid ging de voorstelling in 2003 en 2004 verder als Medammecour on Tour met een tournee via diverse Limburgse theaters. In 2016 maakte de show een comeback en zal ook in de eerste maanden van 2017 te zien zijn.

## Artiesten
- Frans Pollux
- Pierre Cnoops
- Thei Dols
- Tilly Maessen
- Ger Bertholet (als Zjèr Bataille)
- Marc Hermans en Joost Meijs (beide van Ummer d'r Neaver)
- Petra Kaiser
- Ivo Rosbeek
- Emil Szarkowicz
- Trio Ôngeplök

### In eerdere edities
- Wiel Nakken(2000)
- Roger Schepers (2000)
- Duo Oetgesloape (2000)
- Irma van Hoof (2000)
- Bertus Willems (2000)
- Johnny Blenco (2000)
- Leta Bell & Robert Bouten (2000)
- Jan Pollux (2000 & 2001)
- Thei & Marij (2000 & 2001)
- De Kinderköpkes (2000 & 2001)
- Trio Ôngeplök (2001, 2016, 2019)
- Lenie Reubsaet (2001)
- Henk Hover (2004)
- Rudi Videc (2004)
- Paul & Leo (2005)
- De Geraniejums (2005)